# Dermolepida albohirtum
Espèce
Dermolepida albohirtum est une espèce d'insectes coléoptères de la famille des Scarabaeidae, originaire d'Australie.
Ces insectes parasitent les plantations de canne à sucre. Les adultes mangent les feuilles mais les plus gros dommages sont faits par les larves qui mangent les racines, tuant les plantes ou ralentissant leur croissance.

## Synonymes
- Lepidioderma lansbergei Brenske, 1894
- Lepidioderma waterhousei Brenske, 1894
- Rhopaea aruensis Lansberge, 1879

## Description
Les adultes sont de couleur blanche avec des taches noires et, souvent, dégagent une odeur de viande de porc pourri.
Les larves sont de petits vers blancs.

## Distribution
L'aire de répartition de cette espèce est limitée à l'État du Queensland en Australie.

## Moyens de lutte
Pour lutter contre ce ravageur ainsi que contre Lepidiota frenchi, autre coléoptère ravageur de la canne à sucre,  on a introduit en Australie à partir de 1935 le crapaud buffle ou crapaud des cannes (Rhinella marina). Ce crapaud était censé détruire les insectes, pour protéger les plantations de canne à sucre. Mais cela n'a pas été le cas car le cycle de vie de ces insectes les met à l'abri du batracien. Le crapaud buffle s'est tourné vers d'autres proies et est devenu à son tour une nuisance. Le gouvernement australien l'a classé comme « nuisible » en 2005.